# La Quête onirique de Kadath l'inconnue
La Quête onirique de Kadath l'inconnue (titre original : The Dream-Quest of Unknown Kadath, également traduit sous le titre À la recherche de Kadath) est un roman court de fantasy de l'écrivain américain H. P. Lovecraft, resté inédit jusqu'à sa première publication en 1943.

## Contexte de l'écriture et de la parution
La rédaction de la nouvelle s'échelonne entre le mois d'octobre 1926 et le 22 janvier 1927. Jamais publiée du vivant de l'auteur, il s'agit de la plus longue des histoires du cycle du rêve dont le protagoniste est Randolph Carter. Elle peut donc être considérée comme le point culminant de cette période des écrits de Lovecraft. La quête onirique combine des éléments d'horreur et de fantastique dans un conte épique qui illustre la portée de la capacité humaine au rêve. L'histoire fut publiée à titre posthume par Arkham House dans le recueil Beyond the Wall of Sleep en 1943.

## Inspiration
Parmi les sources d'inspiration de la quête onirique, on peut trouver Vathek (1782) ainsi que des œuvres fantastiques de Lord Dunsany, George MacDonald, Edgar Rice Burroughs ou encore le Magicien d'Oz de Lyman Frank Baum.

## Résumé

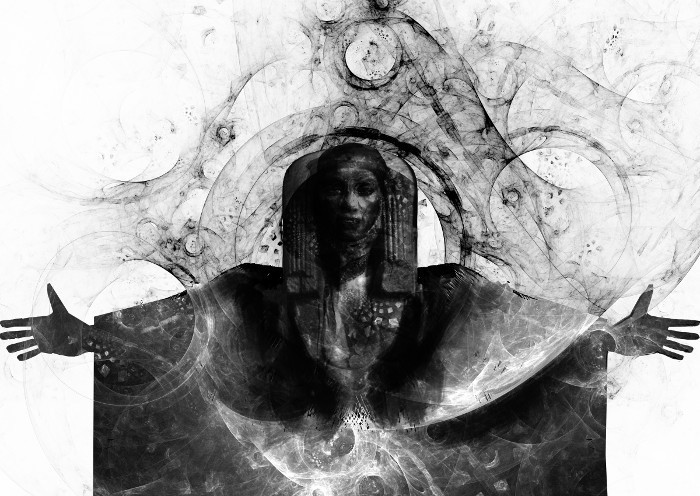
Nyarlathotep.
Illustration de Katharsisdrill.

Randolph Carter rêve par trois fois d'une majestueuse cité au coucher de soleil, mais chaque fois il est brutalement arraché du rêve avant d'en voir plus. Aussi  prie-t-il les dieux du rêve de lui révéler des alentours de cette ville fantastique. Non seulement ceux-ci ne répondent pas, mais les rêves de la cité disparaissent en même temps. Carter se résigne à aller à Kadath, la demeure des dieux, pour les implorer en personne. Cependant personne n'a jamais vu Kadath et personne ne sait même comment y aller. En rêve, Randolf Carter descend les 700 marches des cavernes de la flamme et parle de ses plans  aux prêtres du temple qui jouxte les frontières du monde du rêve et du monde  de l'éveil. Les prêtres avertissent Carter des grands dangers qu'il encourt.
Le périple peut ensuite se subdiviser en cinq parties :
- La quête commence
- Voyage sur l'ile d'Oriab
- Voyages vers Celephais
- Voyages dans les étendues désolées du Nord
- Conclusion

## Créatures rencontrées

### Maigres bêtes de la nuit
Les maigres bêtes de la nuit (Nightgaunts, dites faméliques de la nuit dans certaines traductions) apparaissent dans cette nouvelle ainsi que dans le poème Maigres bêtes de la nuit (Nightgaunts). 
Ces êtres, au service de Nodens, le « Seigneur du Grand Abîme » (Nodens, Lord of the Great Abyss), n'ont ni culture ni langage.
Ils ont un corps humanoïde mince et à la peau gluante et caoutchouteuse de couleur noire ou violette, pas de visage mais des cornes partant vers l'avant ; les maigres bêtes de la nuit ont aussi une longue queue barbelée.
Ils volent grâce à leurs ailes de chauve-souris.

### Shantaks
Les Shantaks ressemblent à d'énormes oiseaux avec une tête de cheval. 
Ces créatures semblent liées au mystérieux voyageur du plateau de Leng.
On peut les trouver dans cette région du monde, souvent située en Asie, dans la chaîne de l'Himalaya ou en Mongolie. 
Dans Démons et Merveilles, le plateau de Leng n'est pas situé dans notre monde mais dans le monde du rêve.
Attachés à la personne de Nyarlathotep, ils transportent ses serviteurs et pourchassent ceux qui défient son autorité. Ces créatures manifestent une aversion incontrôlable envers les Maigres bêtes de la nuit, serviteurs de l'immémorial Nodens.
Les Shantaks n'apparaissent que dans cette nouvelle.

### Autres
- Les chats, animaux connus dans le monde de l'éveil mais qui, dans le monde du rêve, se révèlent fortement organisés, possèdent de nombreuses facultés comme celle de se rendre sur la Lune. Ils deviennent au cours de l'histoire de précieux alliés pour Carter.
- Les goules, êtres humanoïdes répugnants du monde de l'éveil qui évoluent dans le val de Pnoth, à la frontière du monde du rêve, pour se débarrasser de leurs déchets. Ces créatures aideront toutefois Carter dans sa progression car l'une d'elles n'est autre que son ami l'artiste Richard Upton Pickman, humain qui s'est progressivement transformé en goule après s'être lié d'amitié avec elles.
- Les Zoogs habitent une forêt du Monde des Rêves. Ils sont d’ordinaire furtifs et rapides mais sont capables de tendre des pièges et même de se battre.

## Variante de titre
Une première traduction de cette longue nouvelle, par Bernard Noël, est parue en 1955 sous le titre À la recherche de Kadath, dans le recueil Démons et Merveilles. Celle de 1996 aux éditions J'ai lu, est éditée seule, dans une traduction révisée par Arnaud Mousnier-Lompré.

## Adaptations

### Bandes dessinées
- (en) Jason Bradley Thompson (adaptation et dessin), The Dream-Quest of Unknown Kadath and Other Stories, Mock Man Press, 2012, 184 p. (ISBN 978-0-9839893-0-1, présentation en ligne).
- Ian Culbard (adaptation et dessin) (trad. de l'anglais), La quête onirique de Kadath l'inconnue, Talence, Akiléos, 2015, 158 p. (ISBN 978-2-35574-168-5).

### Source primaire
- H. P. Lovecraft et al. (édition présentée et établie par Francis Lacassin), Howard Phillips Lovecraft, vol. 3 : Le monde du rêve. Parodies et pastiches. Les « collaborations » Lovecraft-Derleth. Rêve et réalité. Documents, Paris, Robert Laffont, coll. « Bouquins », 1992, 1re éd., V-1341 p. (ISBN 2-221-06461-5, présentation en ligne sur le site NooSFere-325092).